# 真枝角鹿
真枝角鹿（Eucladoceros），又名真枝角獸、巨角鹿，是已滅絕的鹿，其化石在歐洲、中東及中亞都有發現。
最早的真枝角鹿生存於上新世早期的中國。到了更新世早期，真枝角鹿在歐洲及中國最為豐富。歐洲形態的真枝角鹿分類很混淆，只有達12種簡單定義的物種。大部份真枝角鹿物種都有異名，當中只有2或3種已確認，包括：
- 雙叉真枝角鹿：來自英格蘭、義大利及俄羅斯南部的亞速海；
- E. ctenoides：從希臘、義大利、法國、西班牙、荷蘭及英格蘭發現；及
- E. teguliensis：來自法國、荷蘭及英格蘭。一些學者將牠看為E. ctenoides的亞種，因為從一些標本看到E. ctenoides及E. teguliensis的過渡特徵。

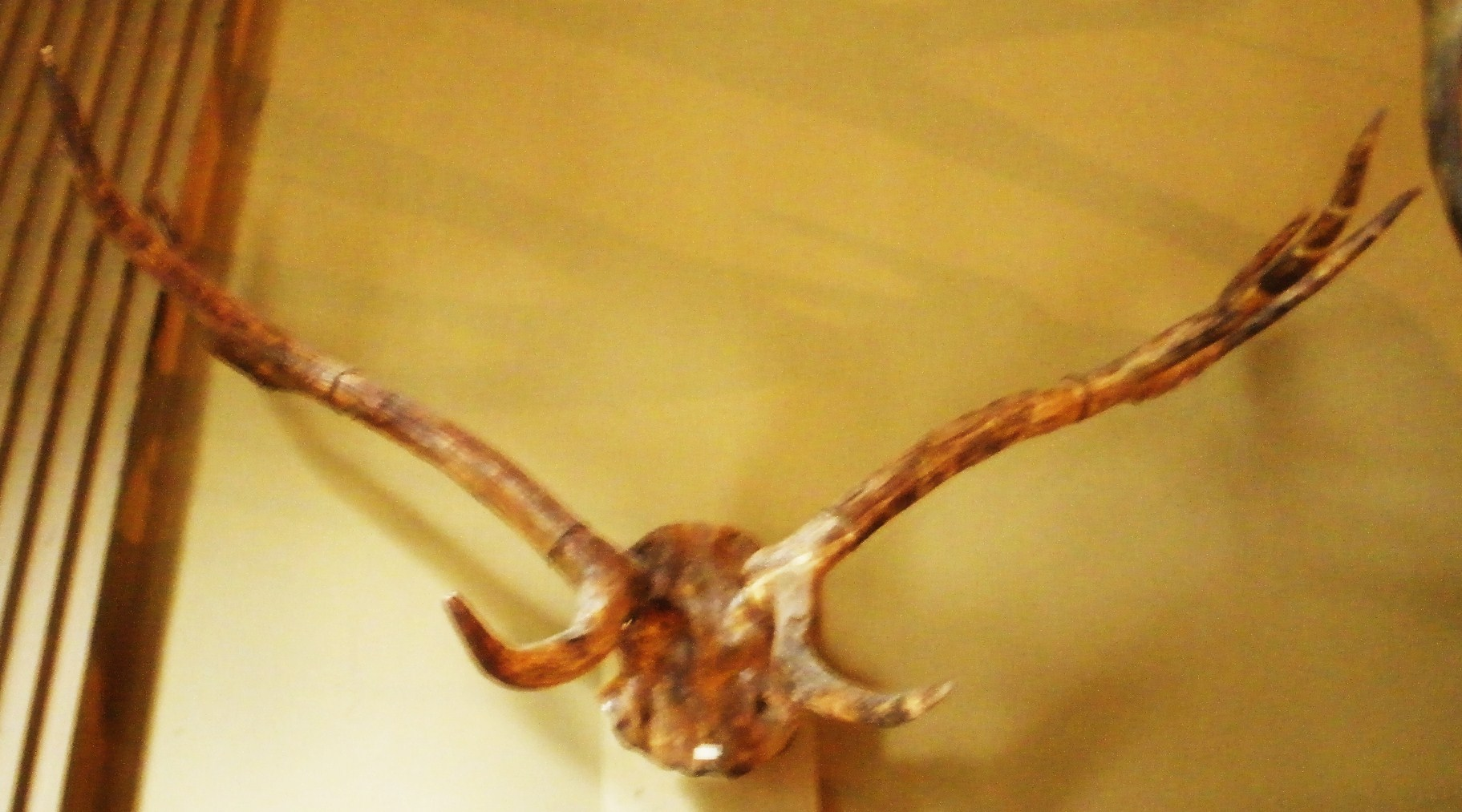
Eucladoceros tegulensis

真枝角鹿的鹿角像梳子。雙叉真枝角鹿是最進化的物種，其鹿角有叉狀分枝。真枝角鹿是最先有大型複雜鹿角的鹿，但其頭顱形狀及牙齒形態卻像水鹿般原始。在塔吉克斯坦、巴基斯坦及印度有發現一些不完整的真枝角鹿遺骸。牠們是大型的動物，長2.5米及肩高1.8米。只有大角鹿屬及現今的駝鹿比牠大。真枝角鹿有一組壯觀的鹿角，分成12個角端，闊達1.7米。牠們在冰期出現前滅絕。

## 物種
- 布氏真枝角鹿（E. boulei）：屬於上新世末期至更新世早期，在中國泥河灣盆地發現。
- "E. proboulei"：屬於上新世早期，在中國發現。
- E. ctenoides：以往稱為E. teguliensis，屬於更新世早期，在義大利托斯卡納發現。
- E. dichotomus：屬於更新世早期，在中國的泥河灣盆地發現，有可能不是真枝角鹿的物種。
- 雙叉真枝角鹿（E. dicranios）：屬於更新世早期，在義大利托斯卡納發現，是最早發現的真枝角鹿，亦是屬下的模式種。
- E. senezensis：一些學者認為牠是E. ctenoides的亞種。
- E. teguliensis：參E. ctenoides。
- 四角真枝角鹿 （E. tetraceros）：屬於更新世早期，可能是E. ctenoides的異名。

## 外部連結
- 更新世動物介紹（英文）